# Concerto pour clarinette no 1 de Krommer
Pour les articles homonymes, voir Concerto pour clarinette (homonymie).
Le Concerto pour clarinette en mi bémol majeur, opus 36, est une œuvre composée en 1803 par le compositeur morave Franz Krommer connu comme compositeur d'œuvres pour instruments à vent. Ce concerto apparaît bien orchestré, formellement équilibré et fait partie des premières œuvres importantes de la littérature pour clarinette. 
L'intention de Krommer semblait être de mettre en valeur les atouts de la clarinette en tant qu'instrument lyrique sans requérir à une virtuosité excessive à une époque transitoire préfigurant l'époque romantique et prenant en compte les limitations de la clarinette historique à cinq clés . 

« (...) On marquera d’une petite pierre blanche celui en mi♭ majeur opus 36, particulièrement réussi avec son adagio teinté de quelques pointes de  mélancolie romantique, et qui fournit une belle transition entre Mozart et Weber. »

— Michel Rusquet
L'œuvre a été publiée par Johann Anton André à Offenbach-sur-le-Main vers 1803 ou 1820. Il existe également une réduction pour piano élaborée par Ladislav Simon, avec une révision de la partie soliste effectuée par le professeur Jiri Kratochvil aux éditions Jan Racek.

## Structure
Le concerto comporte trois mouvements et dure 22 minutes environ:
1. Allegro (mesure , 11 minutes environ)
2. Adagio (mesure , 5 minutes environ)
3. Rondo. Allegro moderato (mesure 
, 6 minutes environ)

L'œuvre se présente sous la forme d'un concerto classique, avec un premier mouvement long comportant une double exposition, l'une avec l'orchestre seul et l'autre avec le soliste. Ce concerto préfigure le style romantique à venir, notamment avec un deuxième mouvement nostalgique qui commence par un étonnant pré-écho de l'air d'opéra bel canto, Una furtiva lagrima de Donizetti.
Le premier mouvement Allegro est sérieux avec des pointes d'héroïsme et évoque une ambiance semblable à celle de la Symphonie de Prague de Mozart. Le deuxième mouvement Adagio est en forme d'air, ressemblant à une aria d'opéra de l'époque, et mène directement au troisième mouvement en Rondo final au tempo assez rapide. Les caractéristiques pré-romantiques de l'œuvre se révèlent lors des changements fréquents et dramatiques de tonalités mineures.

## Instrumentation
La taille de l'orchestre s'avère relativement importante avec des cordes associées à une section de bois par deux (une flûte, deux hautbois, deux bassons), une paire de cors, et même des cuivres et des timbales, ce qui était rare pour les concertos pour vents de l'époque.

## Discographie
- David Glazer, clarinette ; Orchestre de chambre du Wurtemberg, dir. Jörg Faerber (c. 1957, LP Thurnabout TV-S 34279 / Preiser Records) (OCLC 5522415 et 30354571)
- Jack Brymer, clarinette ; Orchestre de l'Opéra de Vienne, dir. Felix Prohaska (juin 1966, Vanguard) (OCLC 124096118)
- Thomas Friedli, clarinette ; English Chamber Orchestra, dir. Antony Pay (en) (septembre 1985, Claves CD50-8602) (OCLC 154197333) — avec les Concertos pour 2 clarinettes op. 35 & 86, avec Antony Pay.
- Aurelian-Octav Popa (ro), clarinette ; Orchestre philharmonique Moldava, dir. Paul Popescu (1991, Electrecord/Olympia) (OCLC 33363382) — avec des œuvres de Johann Melchior Molter, Rossini et Aurel Stroë.
- Emma Johnson, clarinette ; Royal Philharmonic Orchestra, dir. Günther Herbig (1991, ASV Records CD DCA 763, « Emma Johnson plays Clarinet Concertos by Crusell - Kozeluch - Krommer ») (OCLC 26903824 et 223935112), (OCLC 1078785061) — avec des concertos de Crusell et Kozeluch.
- Eduard Brunner, clarinette ; Orchestre symphonique de Bamberg, dir. Hans Stadlmair (avril 1992, Tudor) (OCLC 29994358) — avec les concertos de Johann Nepomuk Hummel et Joseph Eybler.
- Vlastimil Mareš, clarinette ; Orchestre de chambre de Prague, dir. Libor Pešek (juin 1992, Supraphon SU 3748-2) (OCLC 85389552) — avec les Concertos pour 2 clarinettes op. 35 & 91, avec la complicité de Jiří Hlaváč (cs).
- Walter Boeykens, clarinette ; Nouvel orchestre de chambre de Belgique, dir. Jan Caeyers, (juillet 1992, HM HMC 901433) (OCLC 35877446) — avec le Concerto pour 2 clarinettes op. 35, avec Anne Boeykens et Concerto de Franz Anton Hoffmeister.
- Paul Meyer, clarinette ; Orchestre de chambre Franz Liszt, dir. Jean-Pierre Rampal (janvier 1993, Denon CO-75635) (OCLC 42038524) — avec le Concerto op. 86 et la Sinfonia concertante pour flûte (Jean-Pierre Rampal), clarinette et violon (János Rolla).
- Dmitri Ashkenazy, clarinette ; Northern Sinfonia, dir. Howard Griffiths (en) (janvier 1994, Paladino) (OCLC 802284471) — avec la Sinfonia concertante op. 70, avec Sefika Kutluer, flûte et Kamilla Schatz, violon.
- Kálmán Berkes, clarinette et direction ; Nicolaus Esterházy Sinfonia (juillet 1994, Naxos) (OCLC 993028552) — avec les Concertos pour 2 clarinettes op. 35 & 91, avec successivement Kaori Tsutsui et Tomoko Takashima.
- Sharon Kam, clarinette ; Orchestre de chambre du Wurtemberg, dir. Jörg Faerber (décembre 1997, Teldec 3984-21462-2 / Warner) (OCLC 1296981299 et 796937923) — avec le concerto de Mozart.
- Gérard Schlotz, clarinette ; Orchestre de chambre Brixi, Prague, dir. Christoph Meister (avril 1998, Diem Classics) (OCLC 49796789) — avec les Concertos de Mozart et Pokorny.